# Albolote

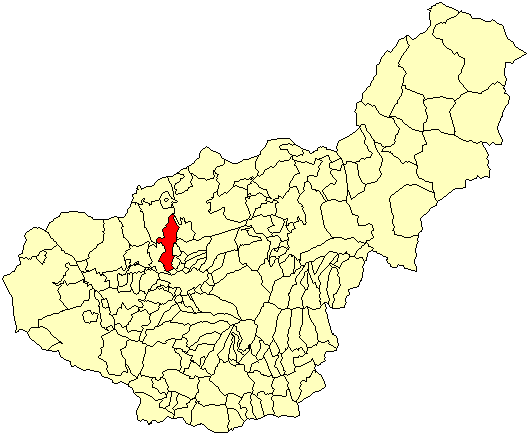
Situation de Albolote

Albolote est une municipalité située dans la partie centre-nord de la comarque de Vega de Granada (province de Grenade), et au sud-est de l'Espagne. Cette localité est limitrophe des municipalités de Iznalloz, Deifontes, Cogollos Vega, Calicasas, Peligros, Maracena, Atarfe et Colomera.
La ville s'urbanise avec de nouveaux quartiers tels que : Pantano de Cubillas, Cortijo del Aire, Loma Verde, Villas Blancas, El Torreón, Sierra Elvira, Buenavista.

## Histoire
Le nom de la ville Albolote est très ancien et d'origine arabe, mot formé du préfixe "al" (le) et du nom "bolut", qui désigne l'arbre chêne vert (Quercus ilex).
Dans les environs de la ville, se déroula la bataille de La Higueruela entre les troupes du roi Jean II de Castille et les troupes Nasrides.
Plus récemment, le 19 avril 1956, il y eut un terrible tremblement de terre, qui secoua Albolote, Atarfe et les villes situées aux alentours, avec 7 personnes décédées à Albolote. Avant le séisme de 2011 à Lorca, c'était le dernier séisme à avoir causé des victimes humaines en Espagne continentale.

## Monuments
- Église paroissiale de l'Incarnation (style mudéjar). Construite par l'architecte Ambrosio de Vico au XVIe siècle.
- Ruines de villas romaines du IIIe siècle.
- Restes archéologiques du paléolithique supérieur.
- El Torreón (es). C'est une tour de guet perchée en haut d'une colline, qui date du XIIIe siècle, et qui faisait partie d'une ligne de défense du royaume de Grenade. Du haut de la tour on peut voir pratiquement toute l'actuelle comarque de la plaine de Grenade. Son plan au sol lui donne un diamètre de 5,4 m, se rétrécissant légèrement en hauteur (tronconique). Cette tour avait une enceinte extérieure, dont il ne reste que quelques pans de murs bas[1],[2].

## Fêtes
- Fête populaire: Se célèbre la première semaine du mois d’août, pour honorer le saint patron de la ville Jésus Christ.
- Fête de Candelaria : Se célèbre le 2 février. Cette fête commença quand quelques familles se réunirent près du Torreón pour mettre en commun leurs recettes gastronomiques respectives. Peu à peu, plus de gens se réunissaient chaque année, et maintenant le premier dimanche de février presque tous les habitants de Albolote vont au Torreón pour passer un jour dans la campagne, avec la famille ou les amis.